# رأس غير
رأس غير أو كاب غير هو رعن في الساحل المغربي على المحيط الأطلسي. يتواجد على بعد أربعين كيلومترا شمال غرب أكادير عبر الطريق رقم 1.
منار رأس غير في الخدمة منذ 1932.
عام 2007، خطط المكتب الوطني للكهرباء لبناء محطة حرارية مهمة للفحم القاري أثار هذا المشروع معارضة، البعض يقترح وضع عنفات للرياح.

## روابط خارجية
- (بالإنجليزية) Lighthouses of Morocco